# Rastko Jokić
Rastko Jokić (...) è un ex giocatore di football americano serbo, che ha giocato nel ruolo di quarterback.